# Polo aquático nos Jogos Pan-Americanos de 2011
O polo aquático nos Jogos Pan-Americanos de 2011 foi realizado no Centro Aquático Scotiabank em Guadalajara, México. As disputas ocorreram entre 23 e 29 de outubro.
Oito equipes no masculino e oito equipes no feminino, divididas em dois grupos de quatro, participaram do torneio pan-americano. As duas melhores equipes de cada grupo avançaram as semifinais. As duas equipes piores colocadas nos grupos disputaram os jogos classificatórios de 5º a 8º lugar. O campeão de cada torneio garantiu a qualificação para os Jogos Olímpicos de 2012, em Londres.

## Países participantes
Um total de oito delegações enviaram equipes para as competições de polo aquático. Argentina, Brasil, Canadá, Cuba, Estados Unidos e México participaram tanto do torneio masculino quanto do feminino.
| - ARG Argentina (26) - BRA Brasil (26) - CAN Canadá (26) - COL Colômbia (13) - CUB Cuba (26) | - USA Estados Unidos (26) - MEX México (26) - PUR Porto Rico (13) - TRI Trinidad e Tobago (13) - VEN Venezuela (13) |

## Calendário
| Outubro       | 13 | 14 | 15 | 16 | 17 | 18 | 19 | 20 | 21 | 22 | 23 | 24 | 25 | 26 | 27 | 28 | 29 | 30 |
| ------------- | -- | -- | -- | -- | -- | -- | -- | -- | -- | -- | -- | -- | -- | -- | -- | -- | -- | -- |
| Polo aquático |    |    |    |    |    |    |    |    |    |    |    |    |    |    |    | 1  | 1  |    |

|  | Dia de competição |  | Dia de final |

## Medalhistas
| Evento             | Ouro | Prata | Bronze |
| ------------------ | --- | --- | --- |
| Feminino detalhes  | Tumuaialii Anae Elizabeth Armstrong Kameryn Craig Annika Dries Courtney Mathewson Heather Petri Kelly Rulon Melissa Seidemann Jessica Steffens Margaret Steffens Brenda Villa Lauren Wenger Elsie Windes USA Estados Unidos | Krystina Alogbo Joelle Bekhazi Tara Campbell Emily Csikos Monika Eggens Whitney Genoway Katrina Monton Dominique Perreault Marina Radu Rachel Riddell Christine Robinson Rosanna Tomiuk Hanna Yelizarova CAN Canadá | Cristina Beer Cecilia Canetti Manuela Canetti Marina Canetti Luiza Carvalho Izabella Chiappini Mirella de Coutinho Catherine Amanda Oliveira Tess Oliveira Gabriela Dias Gabriela Gozani Fernanda Lissoni Marina Zablith BRA Brasil |
| Masculino detalhes | Brian Alexander Anthony Azevedo Ryan Bailey Ronald Beaubien Peter Hudnut Timothy Hutten James Krumpholz Chay Lapin Merrill Moses Jeffrey Powers Jesse Smith Peter Varellas Adam Wright USA Estados Unidos                   | Dusan Aleksic Justin Boyd Nicolas Constantin-Bicari John Conway Dusko Dakic Devon Diggle Aaron Feltham Kevin Graham Constantine Kudaba Jared McElroy Robin Randall Scott Robinson Oliver Vikalo CAN Canadá          | Henrique Carvalho João Felipe Coelho Danilo Correa Jonas Crivella Marcelo Chagas Felipe Silva Luís dos Santos Marcelo Franco Rudá Franco Gustavo Guimarães Bernardo Rocha Gabriel Rocha Emilio Vieira BRA Brasil                    |

## Quadro de medalhas
| Ordem | País               | Medalha de ouro | Medalha de prata | Medalha de bronze |   |
| ----- | ------------------ | --------------- | ---------------- | ----------------- | - |
| 1     | USA Estados Unidos | 2               |                  |                   | 2 |
| 2     | CAN Canadá         |                 | 2                |                   | 2 |
| 3     | BRA Brasil         |                 |                  | 2                 | 2 |
| TOTAL | TOTAL              | 2               | 2                | 2                 | 6 |